# Гедвига Саксонская
Гедвига (Эдвига, Гатуида) Саксонская (нем. Hadwig von Sachsen, фр. Hedwige de Saxe; ок. 922 — 10 мая 965) — дочь короля Германии Генриха Птицелова и Матильды Вестфальской. В 938 году была выдана замуж за герцога Франции Гуго Великого, .

## Семья и дети
Муж: с 938, Майнц, Гуго Великий (ок. 897 — 16 июня 956), герцог Франции с 25 июля 936, маркиз Нейстрии, граф Парижа и Орлеана с 922, герцог Аквитании в 955. Имели 5 детей:
- Беатриса (938/942 — после 987); муж: с 954 Фридрих I (ок. 912—978/981), граф де Бар и герцог Верхней Лотарингии;
- Гуго Капет (ок. 940 — 24 октября 996), король Франции;
- Эмма (ок. 943 — после 968); муж: с ок. 956 Ричард I Бесстрашный (ок. 932 — 10 ноября 996), герцог Нормандии;
- Оттон (до 944 — 23 февраля 965), герцог Бургундии;
- Эд Генрих (ок.946 — 15 октября 1002), герцог Бургундии.